# Escut de Matadepera

Escut oficial de Matadepera

L'escut oficial de Matadepera té el següent blasonament:
Escut caironat: 1r. de gules, un agnus Dei contornat reguardant, nimbat d'or amb la banderola d'argent creuada de gules i l'asta creuada d'or i al 2n. d'or, 4 pals de gules. Per timbre una corona mural de poble.
Fou aprovat el 28 d'abril de 1991 i publicat al DOGC el 10 de maig del mateix any amb el número 1441.
Aquest escut es una segona edició publicada després del disseny de la original l’any 1979 feta per Maria Palau.
L'anyell pasqual, o agnus dei, és l'atribut de sant Joan Baptista, patró del poble. Els quatre pals de l'escut de Catalunya recorden la jurisdicció reial sobre la localitat.